# 押田純子

押田 純子（おしだ じゅんこ、現姓清水、1977年2月27日 - ）は日本中央競馬会 (JRA) の元騎手。滋賀県栗東市生まれ。
父は障害競走の騎手としていぶし銀の活躍を見せた押田年郎。兄は夫の厩舎に調教助手として所属し、キタサンブラックを担当していた押田道郎。
デビューの翌年に父親が騎手を引退し、父親のファン層の多くが娘である押田純子に注目した。

## 来歴
競馬学校に13期生として入学。同期には秋山真一郎、板倉真由子、勝浦正樹、武幸四郎、村田一誠、松田大作、武士沢友治らがいる。
初騎乗は1997年3月1日、阪神競馬第1競走でワンダーレベルワンに騎乗し、13頭立ての13着。同年6月7日、中京競馬第1競走でアワーデッドラブに騎乗し初勝利。
湯浅三郎厩舎に1997年から2000年まで所属し、2000年2月29日付で引退。JRAでの出走機会158戦中1着2回、2着2回（すべて平地競走）。
引退後は持ち乗りの調教助手に転向。担当馬の一頭により勝利とGI競走への挑戦を経験した。当時調教助手だった清水久詞（のちに調教師となる）との結婚が決まり、2001年12月20日付で退職した。